# Justicia beloperonoides
Justicia beloperonoides är en akantusväxtart som beskrevs av Gustav Lindau. Justicia beloperonoides ingår i släktet Justicia och familjen akantusväxter. Inga underarter finns listade i Catalogue of Life.